# Asclepias glaucescens
Asclepias glaucescens o Asclepias sullivantii, según otros taxónomos, es una especie fanerógama perteneciente a la familia de las apocináceas. Se encuentra desde el suroeste de Estados Unidos a Costa Rica.

## Descripción
Es una planta herbácea, no ramificada, erecta, que alcanza un tamaño de hasta 70 cm de alto. Emerge de un rizoma carnoso, raíces carnosas, perennes. Los tallos son glaucos, glabros o con un fleco de tricomas en los nudos y una línea de tricomas por arriba y abajo del nudo. Las hojas opuestas son láminas ovado-lanceoladas a elípticas, de 9-15 cm de largo y 1–4.5 cm de ancho. Ápice agudo a obtuso o redondeado y apiculado, base levemente cordada u ocasionalmente obtusa, glabras excepto por pequeños tricomas dispersos sobre el margen. Nervios laterales 30–44 pares, coléteres ausentes. Pecíolo ausente hasta 0.3 cm de largo, glabro o con un fleco lateral de tricomas.
La inflorescencia es extra-axilar o terminal, 1 por nudo; pedúnculo 2.1–11.2 cm de largo; pedicelo 14–15 mm de largo; cáliz con 2–7 coléteres por seno, lobos lanceolados con ápices agudos, 3.3–6.3 mm de largo y 1.5–2.2 mm de ancho, tomentulosos abaxialmente, glabros adaxialmente, púrpura opacos; corola reflexa, glabra abaxialmente, densamente papilada adaxialmente especialmente en la base, verde pálida, blanca o crema con un tinte púrpura en el exterior, tubo 0.5–1 mm de largo, lobos elípticos con ápices obtusos a redondeados, 7.1–11 mm de largo y 3.8–5.7 mm de ancho; ginostegio con estípite 0.5–2.2 mm de largo, capuchones erectos, truncados, lateralmente comprimidos, 4–6.2 mm de largo, 3–4.7 mm de ancho distalmente y 1–1.5 mm de grueso, blancos a cremas con gris a lo largo de la quilla, igualando el ápice del estilo, cornículo adnado a toda la longitud del capuchón, ápice horizontal sobre el ápice del estilo; ápice del estilo 1.3–2 mm de ancho. Folículo 1, erecto sobre un pedicelo reflexo, asimétricamente fusiforme-atenuado, 8–8.8 cm de largo y 1–1.4 cm de ancho, liso, densamente tomentuloso. Semillas obovadas, planas, 6 mm de largo y 4 mm de ancho, café pálidas, lisas, margen de medio milímetro de ancho, irregular y levemente crenado distalmente, coma de 2.5 cm de largo, blanca o café.

## Taxonomía

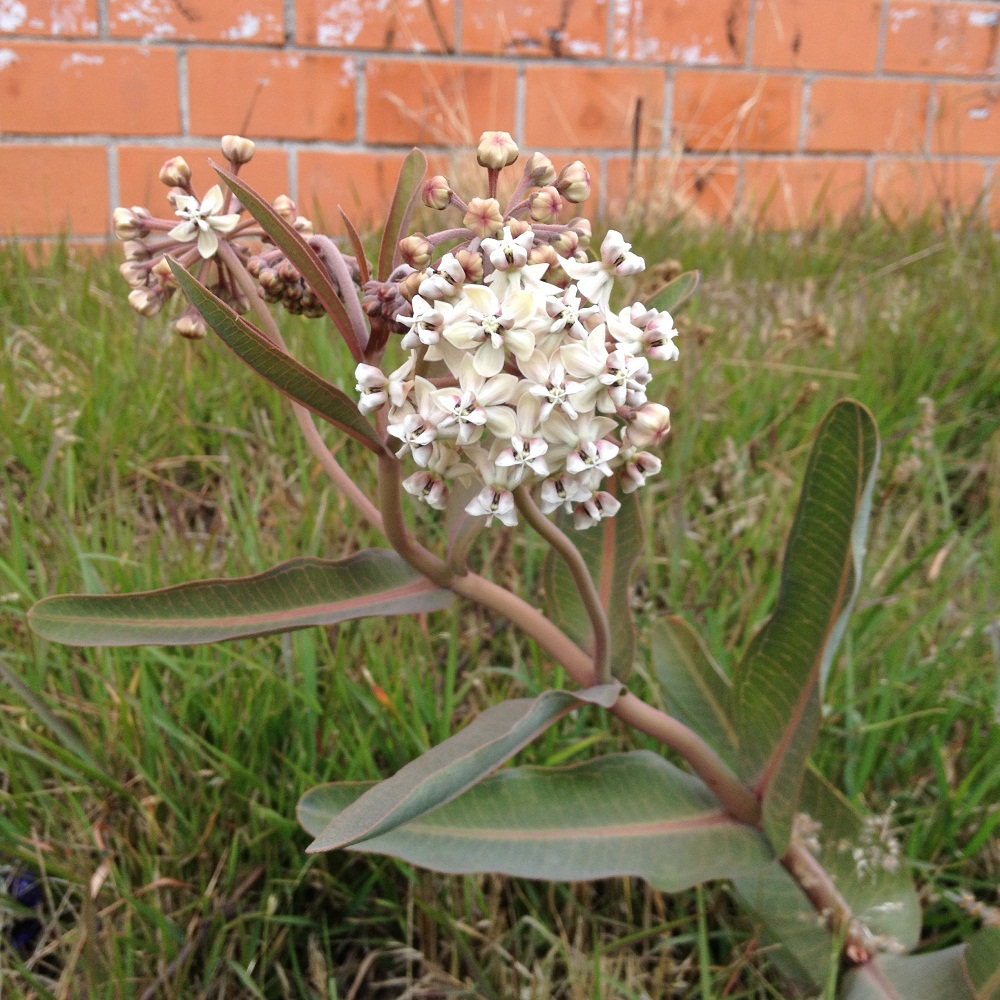
Vista de la planta

Asclepias glaucescens fue descrita por Carl Sigismund Kunth   y publicado en Nova Genera et Species Plantarum (quarto ed.) 3: 190–191, t. 227. 1818[1819].

### Etimología
Asclepias: nombre genérico que Carlos Linneo nombró en honor de Esculapio (dios griego de la medicina), por las aplicaciones medicinales que tiene la especie tipo de este género (A. syriaca).
glaucescens: epíteto latino que significa "convirtiéndose en glauco"

### Sinonimia
- A. elata Benth.
- A. glaberrima Sessé & Moç.
- A. glaucescens var. elata (Benth.) E.Fourn.
- A. plumieriifolia Ram.Goyena
- A. polyphylla Brandegee
- A. sullivantii Torr.[3]

### Nombre común
- Oreja de liebre, oreja de mula, señorita, viborona o borreguito.